# Mimomyia modesta
Mimomyia modesta är en tvåvingeart som först beskrevs av King och Harry Hoogstraal 1946.  Mimomyia modesta ingår i släktet Mimomyia och familjen stickmyggor. Inga underarter finns listade i Catalogue of Life.